# Музеј Плантен-Моретус
Музеј Плантен-Моретус (хол. Museum Plantin-Moretus) је музејски  комплекс у Антверпену, у Белгији. Посвећен је славним штампарима Христофору Плантену и Жану Моретусу, а састоји се од њихове бивше куће у којој је била штампарија Plantin Press, на Пијаци петка.

## Историја
Христофер Плантен је основао штампарију Plantin Press у 16. веку, а након његове смрти њен рад је наставио његов зет, Жан Моретус.
Године 1876. Едвард Моретус је продао штампарију граду Антверпену и већ следеће године посетиоци су могли да виде како се живело и радило у штампарији из 16. века. Био је то први музеј штампарије на свету. Музеј поседује изванредну колекцију типографског материјала и две најстарије штампарске пресе са комплетним сетом њихових боја и матрица. У музеју се налази и богата библиотека са украшеним ентеријером и целокупном архивом пословања штампарије.
Због њене историјске важности и изузетне вредности штампарија је уврштена на УНЕСКО-в списак Светске баштине у Европи 2005. године.

## Колекција
Библиотека музеја садржи многе значајне штампане књиге као што су:
- Гутенбергова Библија од 36 редова (вероватно преписка оригинала са 42 реда)
- Biblia Polyglotta, Библија на пет језика штампана од 1568. до 1573. године
- Theatrum Orbis Terrarum (Абрахам Ортелијус)
- Crydt-Boeck, рана књига о биљкама (Ремберт Доден)
- Thesaurus Teutoniae Linguae , збирка немачког језика
- Анатомија (Андреас Весалијус и Жоан Велверде)
- Књига о децималним бројевима (Симон Стевин)
- Слике и графике Петера Паула Рубенса
- Хуманистичке студије и дела (Јустус Липсијус)[3]